# Manuel Millás Casanoves
Manuel Millás Casanoves (València, 6 de gener de 1845 - València, 6 de gener de 1914) va ser un poeta i dramaturg valencià que va destacar per la seua dedicació al teatre popular, principalment al sainet valencià.